# Filippo Baldi
Filippo Baldi (ur. 10 stycznia 1996 w Mediolanie) – włoski tenisista.

## Kariera tenisowa
Status zawodowego tenisisty Baldi uzyskał w 2012 roku.
Wygrał po jednym turnieju rangi ATP Challenger Tour w singlu i deblu.
W rankingu gry pojedynczej najwyżej był na 144. miejscu (29 lipca 2019), a w klasyfikacji gry podwójnej na 226. pozycji (6 maja 2019).

### Zwycięstwa w turniejach ATP Challenger Tour w grze pojedynczej
| Końcowy wynik | Nr | Data                 | Turniej  | Nawierzchnia    | Przeciwnik    | Wynik finału |
| ------------- | -- | -------------------- | -------- | --------------- | ------------- | ------------ |
| Zwycięzca     | 1. | 21 października 2018 | Ismaning | Dywanowa (hala) | Gleb Sakharov | 6:4, 6:4     |

### Zwycięstwa w turniejach ATP Challenger Tour w grze podwójnej
| Końcowy wynik | Nr | Data            | Turniej  | Nawierzchnia | Partner           | Przeciwnicy                  | Wynik finału   |
| ------------- | -- | --------------- | -------- | ------------ | ----------------- | ---------------------------- | -------------- |
| Zwycięzca     | 1. | 23 czerwca 2018 | L’Aquila | Ceglana      | Andrea Pellegrino | Pedro Martínez Mark Vervoort | 4:6, 6:3, 10–5 |